# Ridderorden in Mozambique
Mozambique was eeuwenlang een Portugese kolonie. Ten behoeve van haar koloniale rijk, en de langdurige onafhankelijkheidsoorlog waarin guerrillastrijders en het Portugese leger tegenover elkaar stonden werd door Mozambique op 13 april 1932 een ridderorde, men kan spreken van een Koloniale ridderorde, ingesteld.
- De Orde van het Imperium (Portugees: "Ordem do Imperio")

Mozambique heeft na de onafhankelijkheid van Portugal in 1974 een ridderorden ingesteld. De regering in Laurenço Marquez en ook de anti-communistische strijders stelde ook een aantal medailles in.
- De Orde van Eduardo Mondlane (Portugees: "Ordem do Eduardo Mondlane")
- Guy Stair Sainty noemt de Orde van Vriendschap en Vrede